# Tenuipalpus coyacus
Tenuipalpus coyacus är en spindeldjursart som beskrevs av De Leon 1957. Tenuipalpus coyacus ingår i släktet Tenuipalpus och familjen Tenuipalpidae. Inga underarter finns listade i Catalogue of Life.